# Sucre (Táchira)
Sucre se encuentra en el centro y es uno de los veintinueve municipios que conforman el estado Táchira en Los Andes Venezolanos. Su capital y mayor localidad es la población de Queniquea. Tiene una extensión de 376 km², según el censo realizado en 2011 por el INE su población es de 7320 habitantes.

## Historia
La historia del Municipio data desde la expediciones que se empezaron a realizar a partir de 1607 con la separación de la Provincia de La Grita del Corregimiento de Tunja, aunque estudios arqueológicos realizados a comienzos de los años 90 reveló un asentamiento indígena, donde se determinó sus orígenes a 300 a. C.

### Época Precolombina
En octubre de 1991 se realizaron investigaciones arqueologías por parte del Departamento de Antropología del Estado Táchira, en la aldea Colinas de Queniquea, donde se localizó un yacimiento de 5.5 ha en el cual se podía observar una aldea prehispánica en su configuración total, conformada por 30 terrazas alineadas horizontal y verticalmente determinando sus orígenes en 300 a. C. En las investigaciones se observó un grado de desarrollo cultural tecnológico insospechado para esa época, debido a la construcción de las terrazas, los muros de contención en forma ovalada, reforzados por hileras de piedra, viviendas en forma circular, residuos de madera de postes de las viviendas, caminarías de piedras naturales que quizás adaptaron para facilitar el ascenso y descenso de sus pobladores, al igual como desagües de las corrientes de agua para la época de lluvias; también por la tradición en cerámica usada como tiestos, manos de moler, vasijas de forma y decoración variada, martillos, piedras semitrabajadas en forma de puntas, hachas, piedras de moler, carrete de piedra, punta de lanza, pulidores, lajas pulidas, lascas, Cuarzo blanco con cortes, Granito, restos óseos (Fémur, Dientes de leche, molares), cuentas de azabache, cuentas de hueso cóncavas, que utilizaban en sus actividades cotidianas.
Se considera que la población que habitaba la aldea era de posiblemente 150 habitantes, y se consideró como la civilización KENIKE. Se afirma que no se sabe de la existencia en ninguna parte de Venezuela una concentración similar de terrazas como las halladas en la aldea de Colinas de Queniquea, por lo que se considera que es la primera evidencia de un pueblo prehispánico en el país.

### Época Colonial
En el tiempo de la colonia San Cristóbal y La Grita fueron las ciudades de mayor influencia humana en el Estado Táchira, luego de que varios hombres empezaron a asentarse en las tierras que les pertenecían, comenzaron a nacer nuevos poblados como Pregonero, Bailadores, El Cobre, Queniquea, San José de Bolívar, entre otros, que completan la geografía del Cabildo de La Grita, que fue fundada por el capitán Don Francisco de Cáceres.
El 24 de mayo de 1561 Juan de Maldonado, cruzó el poblado de La Grita y se dirigió a la derecha llegando a un valle, el cual bautizo como "Valle del Espíritu Santo" (hoy San José de Bolívar), que estaba habitado por una aldea llamada Babuquena. Allí pernoto esa noche junto con sus hombres, como lo señala en sus crónicas Fray Pedro de Aguado, y al día siguiente se dirigió a otra meseta donde se encontró otra aldea de los indígenas Queniques, es así como Juan de Maldonado descubre a Queniquea el 25 de mayo de 1561.
Para 1581 el procurador general del cabildo de La Grita Francisco de Cáceres comenzó a repartir los indios pertenecientes a su jurisdicción, y es así que el 8 de agosto de ese mismo año recibe en recompensa Baltasar de Artiga por el Cabildo de La Grita, el pueblo de Queniquea que antes pertenecía al Capitán Gabriel de Anguieta, y después a su mujer en 1631. En un intercambio de tierras Baltasar de Artiga entrega a los 30 indios de Queniquea y su poblado al Cabildo, el 12 de julio de 1635 a Don Juan Méndez y Miranda (procurador general del Cabildo de La Grita). En ese tiempo era menor de edad (Baltasar de Artiga) y lo representó en todos los actos su abuela y tutora María de Andrade, quien pagó 13 patacones y 6 reales y medio por el tributo de la media anata. La encomienda tenía 16 personas y su Cacique se llamaba Mateo (siendo el primer Queniqueo nombrado en las Crónicas de Indias).
En 1628 pasan por Mérida los primeros jesuitas y franciscanos, provenientes del Nuevo Reino de Granada y la Ciudad de León, con destino hacia Caracas. Al encontrarse con un mundo ideal para el recogimiento espiritual y el estudio, con montañas coronadas de cumbres altas cubiertas de nieve, bosques poblados de árboles de todo tipo y huertas feraces y campos de cultivo donde la naturaleza se derramaba en abundancia de frutos y flores, deciden quedarse en estos lugares. Muchos de estos religiosos franciscanos y jesuitas se internaron montaña adentro con los colonos en la formación de nuevos poblados. Los Jesuitas, Dominicos y Franciscanos, aparte de sus ocupaciones de tipo espiritual tenían un sentido muy desarrollado para las actividades productivas: desarrollaron una red comercial y agrícola muy vasta con haciendas de cacao en el Puerto de Gibraltar en Maracaibo, caña en Mérida, tabaco en Barinas y otros productos. En la ciudad de Mérida contribuyeron mucho a la educación al fundar el primer colegio bajo el nombre de San Francisco Javier.
En 1778 se crea la Diócesis de Mérida de Maracaibo, mediante una Bula del Papa Pío VI, siendo el primer obispo Fray Juan Ramos de Lora de la orden Franciscana. Desde su llegada a Mérida, despliega una gran actividad civilizadora, con la erección de la Catedral, El Palacio Episcopal y un seminario para formar nuevos sacerdotes, y sobre todo la catequización para los Andes, en ello estaba el Táchira.
Señala Lucas Castillo Lara que en la visita pastoral de 1805 hecha a La Grita, el Obispo Hernández Milanés traslada de Bailadores al Río Bobo al Padre Casimiro Mora, donde debía encargarse de una Capilla o Monasterio que estaba en ruinas en el Valle del Espíritu Santo, Monasterio hecho por los franciscanos en el año de 1631.

### SigloXIX

#### Fundación
El 7 de octubre de 1808 el Padre Casimiro Mora, funda en la meseta de los indígenas Queniques al pueblo de Queniquea, y ya para 1810 el Padre Mora se encuentra en Queniquea levantando otra iglesia junto a los vecinos José María Roa, Cecilio Pérez, Isidro González, Jacinto Ramírez, Rafael Ramírez, Feliciano Pulido, Joaquín de la Rosa Pulido, José Florentino Pulido, Luis Antonio Moreno y Antonio Bernabé Vivas.
Para 1816 el Obispo Rafael Lasso de la Vega continuaba su viaje a Bogotá, donde lo consagra el 11 de diciembre de 1816, el Arzobispo Don Juan Bautista Sacristán. A su regreso a Maracaibo, el 30 de abril de 1817, envía su informe a su majestad dándole cuenta del estado de sus Diócesis.
Al referirse a La Grita dice, que es lo más despoblado del Obispado, pues en su vasto territorio solo tiene una parroquia y tres pueblos que fueron de indios y en el día eran de blancos. Menciona la idea de elegir un nuevo Curato y de continuar el que haya había comenzado su antecesor. Se trataba de la Viceparroquia del EL Cobre y la del Río Bobo y Queniquea. Estos últimos sitios, debido a lo alejado de los centros de comunicación, pensaba agregarlos, incluso con traslación de sus vecinos, al sitio de la Higuera en el Río del Valle (aldea de La Grita). Allí debía edificarse una nueva capilla. Los vecinos de Queniquea, representados por Venancio Escalante, Enrique Roa, Antonio María Contreras, José María Morales y Manuel Sánchez, solicitan ese mismo año al Obispo que reconsidere su decisión. Ya que luego de una reunión entre las cabezas de familia de aquellos lugares, resolvieron pedir que la capilla se construyera en el sitio de la Mesa de Queniquea (Meseta de Queniquea); argumentaban, que el sitio de Río Bobo ya tenía una capilla y casa para el cura, construida en 1806 por el Padre Casimiro Mora, de orden del Obispo Hernández Milanés. Pero este sitio no era céntrico ni apropiado y quedaba trasmano de los vecinos, además esto se hizo contra el sentir de la mayoría de sus habitantes que la querían en la Mesa de Queniquea.
Es así que los vecinos Enrique Roa y Antonio María Contreras, ofrecen donar para el vecindario la fundación de la iglesia nueve cuadras de tierra, en el sitio donde estaba el vecindario de Queniquea. Prometían pagar la Cóngrua del Cura y solicitaban les nombrases Párroco a Pablo Antonio Morales, clérigo tonsurado que se hallaba cursando estudios en el Seminario de Mérida. Los antecesores del Padre Morales eran los primeros fundadores de Queniquea. La solicitud es dirigida por intermedio del vicario Fernando José García. Este inclinaba sus simpatías a favor de Queniquea e informa favorablemente la petición. Pero no todos apoyaban la solicitud de Queniquea, los vecinos de Río Bobo eran opuestos, que veían perder su preeminencia, y los Señores Juan Andrés Roa y la Viuda Doña Luz Márquez, por otras causas.
Desde Maracaibo, el 21 de diciembre de 1817, el Obispo decreta la traslación de la Capilla de Río Bobo a QUENIQUEA, convertida en Viceparroquia de Nuestra Señora del Rosario de Queniquea. Acepta la donación para la Iglesia de las nueve cuadras de tierra prometida, y ordena al vicario García se traslade allí para la ejecución de todo eso. El 8 de abril de 1818 el Padre García va a Queniquea, a tomar posesión de lo donado, lo cual se verifica ese día. A todo se le da se le da carácter formal ante el Notario Público Eclesiástico, Facundo Morales.
Después el Padre García, acompañado de todos los vecinos, tomó la posesión de las nueve cuadras de tierra y se alinderaron con sus mojones, se delineó el cuadro para formar la plaza y en el sitio donde se iba a construir la Iglesia, en el punto donde iba el Altar Mayor, clavó una Cruz. Puso piedra fundamental de la fábrica y bendijo todo eso. Después hubo fiesta alegre en aquella verdeante Meseta, custodiada de altos Cerros.
Nacía oficialmente un pueblo, por la voluntad generosa de aquellos hombres. Su población se va aumentar muy pronto, con las migraciones de gente de La Grita y otros lugares, que se refugiaron allí huyendo de la guerra. Entre ellos estará el Padre García, quien pasa allí su tiempo escondido de los españoles.

#### Parroquia Civil y  Eclesiástica
La población de Queniquea, con mucho esfuerzo, sacrificio y tesón había logrado su Viceparroquia, aspiraba a mayores metas a través de insistentes y decididos empeños logró que la Diputación Provincial la decretara PARROQUIA CIVIL el 12 de noviembre de 1838 y cuya ordenanza dice lo siguiente:

La Diputación Provincial de Mérida.Considerando: Que por la atribución 21 de Artículo 161 de la Constitución, corresponde a las Diputaciones Provinciales acordar establecimiento de nuevas poblaciones; y visto el informe del Consejo Municipal de La Grita acerca de las conveniencias de elegir Parroquia el Barrio de Queniquea de aquella jurisdicción por contar con más de quinientas (500) almas.ORDENA.
Art. 1.- Se acuerda el establecimiento de la nueva Población o Parroquia de Queniquea en la Jurisdicción de La Grita.
Art. 2.- El Gobernador de la Provincia de acuerdo con la autoridad eclesiástica procederá a fijar los límites de la nueva parroquia conforme a las Leyes, y dispondrá lo conveniente para que provea la aprobación del Poder Ejecutivo se elijan los Magistrados que deben Regirla.
Dado en Mérida en la sala de secciones de la Diputación Provincial a doce de noviembre de 1838 de la Ley y 28 de la Independencia.
El presidente (firmado) Ignacio de Dios Picón. El secretario (firmado) R. Alvarado.
ARCHIVO GENERAL DE LA NACIÓN. Papeles del Ministerio del Interior y Justicia, Folios 86 y 87 año 1838

La cámara de representantes lo confirmó el 23 de febrero de 1839 y la cámara del Senado el 15 de abril de 1840. Por último, el Gobernador y Jefe Superior Político de la Provincia Gabriel Picón, decretó la nueva Parroquia el 20 de julio de 1840.
Le asignaron por límites: Sur, cima del Alto de Sumusica a dar con las Agrias, al Norte, de la población. De aquí por toda la cima de este alto hasta dar con la línea que divide el territorio de La Grita del de San Cristóbal; Oeste, esta misma línea siguiendo por la izquierda, y dando la vuelta a remontar en el Páramo de Sumusica, lindando por aquí con Caparo y Pregonero, y por Este, la cima del Páramo del Guamal. Límites parecidos al actual territorio.
Es así que Queniquea, fue una de las primeras poblaciones que obtuvo su separación de La Grita, y empieza ahora a luchar también por obtener su Parroquia Eclesiástica, ya que sus habitantes son bastantes religiosos. Así lo dan a entender en 1845, en su solicitud que dirigen al Obispo pidiendo los dotara de Cura permanente, pues el suyo que era el padre Morales esta en La Grita. Alegaban que la Población iba progresando, pues ya tenían setecientas almas según el censo de 1844. Firman la solicitud los jueces de Paz Juan Andrés Escalante, José Antonio Carrero, Juan de la Cruz Zambrano, Alejandro Sánchez, Agapito Mora, Lucas Moreno. José Antonio Roa y varios otros, pero no lograron nada.
Cinco (5) años más tarde el 23 de diciembre de 1850 vuelven a insistir sobre la creación de la Parroquia Eclesiástica, manifestando que, para la fecha tenían 883 habitantes. Los jueces de paz eran José Vicente Carrero y Patrocinio Carrero, el síndico Simón Ramírez. El obispo debió conmoverse con tanta insistencia, porque, quince (15) días después envía estas solicitudes al vicario de La Grita para su informe. El Padre Ramón Ignacio Duque apoya generosamente la creación de la nueva parroquia; en su informe deja constancia que el 20 de julio de 1851, tenía Queniquea novecientas nueve (909) almas; sus pobladores eran gente honrada y laboriosa, que proporcionaban al comercio de San Cristóbal, utilidades muy considerables con los frutos que llevaban al mercado, principalmente harina y café. Tenía una Iglesia de Tapias techada de tejas, su casa rural y un cementerio cercado de paredes. 
El Obispo da su consentimiento para la creación de la Parroquia Eclesiástica, el 13 de octubre de 1852. De acuerdo con la Ley del patronato, sigue después la tramitación ante las autoridades civiles. El 31 de octubre la decreta el gobernador de la Provincia, Ponce León. El 3 de enero de 1853 la aprueba el Poder Ejecutivo, y finalmente fue elevada por el Obispo de Mérida Monseñor Juan Hilardo Boset el 21 de junio de 1853.
En el año 1876 el Estado Táchira se dividió en 16 entidades seccionales siendo Sucre una de ellas; así aparece firmando la constitución del Estado por el Distrito Rosario de Queniquea el Diputado Gregorio Noguera.
Para los años 1876 y 1877 la población era de 2813 habitantes, según las estadísticas de esos años se producían 4200 quintales de café; ganado vacuno 740; ganado cerduno 1500; ganado lanar 100. Y en Queniquea se consumían 5 reces mensuales, existían 4 tiendas, 10 bodegas, 1 pulpería, 11 ventas de aguardiente y las rentas municipales eran de 2000 Bs. Existía una escuela de varones con 25 alumnos cuyo director era Daniel Noguera.
Hacia 1895 se funda San Pablo, que se conoció primero cómo El Combudo, y se convirtió en la segunda localidad más importante del municipio después de la capital.

### SigloXX
A principios del siglo XX Queniquea empieza a reestructurarse con Cipriano Castro en el poder, el Distrito Rosario de Queniquea pasa a formar parte del Distrito Cárdenas como Parroquia Sucre. Y se comienzan a suscitar una serie de acontecimientos entre las juntas parroquiales y el consejo municipal, en cuanto a materia de comunicación entre la Parroquia Sucre y la capital del Municipio Cárdenas, además de la apertura de caminos hacia las diferentes aldeas que integran la Parroquia Sucre, todo esto durante la primera década del siglo XX. Para el 28 de febrero de 1910 es nombrado el Dr. Diógenes Escalante, Secretario General de Gobierno en el Estado Táchira; y para abril del mismo año firma la resolución en la cual se crea una escuela de varones en la aldea Mesa del Tigre, Distrito Cárdenas.
Durante el mandato de Castro, Queniquea empieza a prosperar, pero al tomar el poder el Gómecismo, Queniquea se une a la revolución de la montaña junto a Pregonero y El Cobre. El pueblo vuelve a caer en el atraso, pues los Jefes Civiles empiezan a mermar el miedo y el terror, son muchos los queniqueos que huyen a la montaña de la guerrilla. Eustoquio Gómez se enguerrilla con los queniqueos por esta causa, cuestión que manifiesta en una carta al mismísimo Benemérito General Gómez fechada el 15 de septiembre de 1921, y entre otras cosas dice: “… lo mismo que los queniqueos, donde hay varias guerrillas por esos montes amenazando los pueblos y robando varias aldeas, en estos días robaron dos aldeas de Río Bobo; en estos días le he estado dando una espulgada a la Mesa del Tigre donde se la pasan esos bandoleros que no se pueden coger entre esas montañas...”. El enfrentamiento más fuerte que se dará en esta época se producirá por la muerte de José Antonio Roa, hijo de Joaquina Roa por la recluta ordenada de Eustoquio Gómez. Por el alzamiento de Félix Matamoros en San Antonio del Táchira en 1917. 
La muerte de José Antonio Roa, abrió un periodo de violencia para Queniquea, San José de Bolívar y Pregonero. Queniquea a pesar de no estar con Juan Vicente Gómez y seguir las hazañas del General Juan Pablo Peñaloza, era un Municipio de hombres pacíficos, dedicados al trabajo de la tierra. José Antonio Roa era muy apreciado en el poblado y porque al hablarle al Jefe Civil Rubén Rojas reclamando sus derechos por el sentimiento de dejar la faena del campo e irse de recluta, fue llevado a la fuerza. En el lugar de Los Pilones, se cuenta el Coronel Cárdenas, encargado del Regimiento Militar, al observar que José Antonio Roa no quería seguir en su batallón le introdujo un tiro en la frente. Y como una marioneta a quien le cortan los hilos, el cuerpo de José Antonio Roa cayó en aquel Páramo. Su cuerpo fue llevado entre lágrimas a Queniquea y enterrado en el cementerio del pueblo. La muerte de José Antonio Roa no quedó impune, los otros reclusos entre queniqueos y rioboberos se alzaron y se dice - señala Ramón Vicente Casanova en su libro Candelas en la Niebla - corrió “abundante la sangre, que los campesinos no iban a pasar por alto la agresión de la que fue víctima" José Antonio Roa. A partir de este enfrentamiento en Los Pilones, Eustoquio Gómez cobró especial querella contra Queniquea y siempre escogió los peores subalternos para encomendarle su Jefatura Civil. 
A Domingo Cárdenas lo sustituyó el Coronel Francisco Ayesterán. Este Coronel Ayésteran, era un sanguinario, pues llegó apropiándose de ganado, decretó nuevos impuestos sobre cada carga de café, maíz y otros productos agrícolas. Ayesterán persiguió sin clemencia a los generales montañeros Ángel María Salcedo, Baldovino Sánchez y al Coronel Meliton Mora cabecillas visibles del conglomerado liberal que seguía los alzamientos del General Juan Pablo Peñaloza. En otro de los alzamientos que se diera en Queniquea - comenta Casanova - debieron sacar a Ayesterán en un cajón de maíz para poder salvarle la vida, ya que su cuartel fue atacado por bombas caseras de Kerosén. Esta acción bélica la realizaría Ángel María Salcedo y sus montoñeros, bajo la consigna: “Peñaloza sí, Eustoquio No, Peñaloza la vida, Eustoquio la muerte”. Más adelante es enviado a Queniquea el Coronel Sixto Rangel, imponiendo una contribución de dos bolívares a las personas que entraran o salieran de Queniquea. Luego empezó a decomisar ganado y cosechas, el pueblo victorioso de Queniquea se volvió a alzar. El Coronel Sixto huyó con sus hombres por Mesa del Tigre, pero allí era esperado por Baldovino Sánchez y sus montoñeros, el Coronel Rangel cayó herido, tuvo que defenderse a muerte y logró escaparse a Cordero. A esto señala Ramón Vicente Casanova volvió la normalidad a Queniquea, hasta que apareció el Coronel Tomás Ramírez, con parecidos procedimientos a sus antecesores. Este colocó carteles por todo el pueblo en una cerrada persecución a los montoñeros.
Como no pudo su cacería de brujas se lanzó contra los campesinos, llevándose sus cosechas y útiles de trabajos. Comenta Casanova que Ramírez caía "en las fincas de caña y colocaba su gente a cortar y moler, para cargar con la panela". Se cuenta, además, que no pocas veces desmontó las pailas de los trapiches y se las llevó, por lo que fue apodado “El Pailas”. Pero como todo poder que tortura y discrimina cayó abaleado de gravedad en la aldea San Pablo, cuando estaba tras la pista de Ángel María Salcedo. A alias “El Pailas” le siguió el Coronel Maximiliano Depablos, cuyo botín predilecto era el café. Se cuenta que hizo pagar al mismo padre José Ignacio Moncada los fletes de mulas para que le llevase un café a San Juan de Colón. Depablos se lanzó a una coacción colectiva con sus jueces de Aldea para atrapar a los “lagartijos” o montoñeros. Mientras en San Pablo pernoctaba Pedro Molina (cabecilla de la guerrilla de montaña), Ángel María Salcedo, Melitón Mora y Baldovino Sánchez. Pedro Molina había ganado el título de General combatiendo a los Gómez en Pregonero. Mientras Salcedo, Mora y Sánchez ganaron sus títulos con Juan Pablo Peñaloza. 
Cincuenta montoñeros de a pie - señala en su “Crónica” Casanova - se lanzan a rescatar de nuevo a su natal Queniquea, unos van a pie, otros a caballo, unos llevan fusil, otros machetes. Pedro Molina se caracteriza por ser buen tirador con revólver. Suben por el río Samparote, sabedores de que en Queniquea los espera Depablos, pues uno de sus soplones ya le ha ido con el cuento. Depablos amenaza al Padre Moncada con quemar a Queniquea, así como quemaron a Pregonero y a EL Cobre. El padre Moncada trata de prevenir que la gente del Combudo lleve su ofensiva sin que los habitantes de Queniquea salgan heridos. Los montoñeros llegan de noche y los hombres de Depablos no pueden dar en el blanco, sus enemigos se pierden en la noche. Al final de la contienda Pedro Molina despunta su revólver y con su puntería mata al Jefe Civil Depablos, quedando el pueblo en manos de los montañeros. Los queniqueos gritaban: “Los Gómez mandan en la ciudad, pero los guerrilleros dominamos los montes y de los montes no nos bajaran, Viva Peñaloza, viva la libertad”.
Con esta victoria llega la paz a Queniquea, pues Eustoquio Gómez es enviado al Estado Lara y con una amnistía, las nuevas autoridades bajo el mando del General Ángel María Salcedo toman la Jefatura Civil del poblado. Son días de paz y tranquilidad y los montoñeros parecen deponer las armas. Ya para el periodo de Salcedo en el poder, a Queniquea lo componen las Aldeas de Santa Filomena, Los Barros, Mesa del Tigre, Machado, La Pérez, La Blanca y El Combudo o San Pablo (Este poblado para esta época contaba con 2933 habitantes, de los cuales 1448 son varones y 1485 son hembras). En “El Álbum del Táchira” de 1930 Humberto Díaz Brantes señala que “el municipio cuenta con climas cálidos, templados y fríos, llegando en algunas partes hasta el frío intenso, de manera que en el suelo se producen la variedad de productos que se cosechan en la diversidad de ellos. Sin embargo, de preferencia se cultiva el café, de cuyo producto exporta alrededor de 8000 quintales anuales”. 
Sus haciendas están provistas de maquinarias criollas para el beneficio del café, la caña de azúcar y el trigo. Por este tiempo se está haciendo el ramal de la Carretera Trasandina que conectara a Queniquea con El Zumbador. Las calles del poblado son empedradas y las casas están pintadas de diversos y bellos colores. Igual para esta época suceden las instituciones a cargo de Domingo Zambrano Roa y su escuela de varones y la señorita María Arias. La escuela de varones enseña las materias básicas de Lengua, Matemática, Geografía, Historia, Latín, Religión y Música. El maestro Domingo Zambrano Roa llevaba a sus alumnos a enseñarles al aire libre, a amar la naturaleza mientras le leía a sus alumnos los clásicos griegos y el Quijote de Miguel de Cervantes. La Escuela de Niñas a cargo de la Señorita María Arias enseñaba a las niñas a leer y escribir, pero sobre todo las preparaba en los quehaceres de bordado y cocina, y en la lectura y meditación de la Biblia.
A continuación transcribimos lo que aparece de Queniquea en La Guía General de Venezuela (1929): “Tiene este municipio 534 casas y 2933 habitantes. De los cuales son varones 1448 y hembras 1485. La capital del municipio es Queniquea y pertenecen a su término municipal las aldeas de Machado, Los Barros, La Pérez, La Blanca, El Combado (San Pablo) y Mesa del Tigre. Durante los primeros años de la Guerra de la Independencia, muchas familias realistas que se vieron hostilizadas en La Grita por las fuerzas revolucionarias, huyeron al fondo de las montañas del sur y fueron a situarse en una meseta de gran altura, a la margen derecha del río Samparote donde empezó a fundarse la población de Queniquea, erigida después en capital del municipio. Su altura sobre el nivel del mar es de 1597 metros y su clima aunque es sano es sumamente frío. Jefe Civil del Municipio: Buenaventura Buitrago. Secretario: José R. García. Presidente de la Junta Comunal: General Ángel María Salcedo. Cura Párroco: Presbítero José Ignacio Moncada. Comerciantes: Rubén Darío Pérez, Francisco Alviarez, José Leonardo Rojas, Simón Carrero, Pedro Franchesconi. Hombres en el Gobierno: Dr. Diógenes Escalante, General Eleazar López Contreras.
Ya después de 1930 el periodo gómecista empieza a declinar y eclipsar, ello lleva a que Queniquea viva en una aparente tranquilidad, las mujeres comparten los café de tarde con sus amigas y los hombres escuchan a Gardel en la vieja Vitriola en la casa de Don José Gregorio Pulido o van a una pelea de gallos. En el año de 1934 toma la Jefatura Civil el Coronel Melitón Mora. El Gómecismo esta por morir y un queniqueo dejará su firma en la historia del país.

#### Gobierno de Eleazar López Contreras
El 7 de octubre de 1936, bajo el mandato del país del Eleazar López Contreras, Queniquea estaba bajo el poder del Coronel Melitón Mora, quien no quería entregar la Jefatura Civil debido a que había sido designado para ello y otras personas querían tomar el poder a la fuerza. Se armó tremenda trifulca entre Julián Carrero, quien tenía un pleito severo con Ángel María Salcedo por la Prefectura. Aquella noche - señala Doña Ana Francisconi - sale herido Don Julián Carrero quien había emboscado al Coronel Mora. A Carrero, viéndose  derrotado,  le salva la vida Doña Teresa Roa, quien en ayuda de Don Pedro Francisconi intercedieron para que no mataran a Don Julián. Un familiar de Don Julián, de nombre Carmen Carrero, estaba en estado y aborto cuando vio que a Julián lo habían herido. En la pelea Doña Itala Pulido de Roa, casada con Don Luis Roa se llevó a Digna Roa, una niña recién nacida a su casa. Era aquel 7 de octubre víspera de la Virgen del Carmen, y en esa marea de emociones el Coronel Melitón Mora, defendiéndose ante el ataque, mata a Argimiro Varela con una daga, de una puñalada. Este Argimiro Varela era familia de Monseñor Ramírez. Se dijo que Argimiro estaba armado con un revólver. Esa misma noche a pesar de su tenaz pelea murió  el Coronel Melitón Mora ante el brutal asedio  luego de recibir un disparo y ser rematado en la esquina de su casa de una puñalada propiciada por el complot asesino. También murió un policía de apellido Roa.
A finales de 1936 Don Julián Carrero toma la Jefatura Civil luego del vil asesinato, controlado por López Contreras, un hijo de ese pueblo que está en la Presidencia, con educación y trabajo se preparan a enfrentar el siglo XX, que es como señala la historia que empieza en Venezuela bajo el mandato civilista de Eleazar López Contreras. Aunque aún se llega en mula o caballo al pueblo, Queniquea se lanza a la conquista de la era moderna. Con López Contreras en el poder la carretera llega al poblado. En esa nueva etapa histórica del pueblo, llega de manera igual la luz eléctrica, que antes era proporcionada por lámparas de kerosén, mecheros y velas. Por lo que antes de la luz eléctrica la gente se acostumbraba a acostarse temprano - señala en entrevista amena Doña Ana Francisconi-. La gente de Queniquea era sana, casi no había enfermedades. Es Juan Ramón Chacón quien es enfermero y su curiosidad lo hizo por mucho tiempo el médico de Queniquea, ya que al poblado solo llegaban médicos practicantes que iban a Queniquea por cortos lapsos de tiempo. Antes, el medio de transporte era el caballo y las mulas. Y el primer carro lo trae a Queniquea el señor Carmelo Cárdenas. Entre los años 1933 y 1940 son maestras Elena Bermeci y Adela Zambrano. Doña Cleotilde Escalante llevaba el correo del pueblo. 
La Colorada y La Blanca eran las aldeas más belicosas, donde los problemas se arreglaban con armas blancas. Se daban muchos pleitos por las peleas de gallos. Doña Ana Francisconi recuerda a Gelasio Moreno como uno de los más afamados gallistas de la época. Las casas eran de una planta, con un jardín en el centro. La gente se dedicaba al campo, al café y la caña. Por lo que había trapiches en Delicias, Machado y Los Barros en la zona del Altico. Para este tiempo había muy pocas casas en Queniquea alrededor de la plaza. Y el miche ha sido y estado en Queniquea - se limita a señalar Doña Ana Francisconi - y las paradas de niños, los bautizos, los cumpleaños se daban con grandes “comilonas”. Y las fiestas se daban en diciembre, en torno a las misas de aguinaldo y la Navidad. José Gregorio Pulido que vivían en San Pablo se trasladan a Queniquea. Era la época que se vendía kerosén en las bodegas y tiendas, entre ellas la de Doña Carmen Contreras y la Carnicería de Don José Antonio Zambrano. Una tienda de ropa la atendía Don Teófilo y Francisco Ramírez frente a la plaza.
Durante 1936 y 1941 por orden del General Eleazar López Contreras, se construyó la carretera desde El Zumbador hasta Queniquea a punta de pico, pala y pólvora hasta el sector La Loma, de allí en adelante se completó con maquinaria los 35 km de vía. En esos años, llevaron la primera planta eléctrica de combustible que sustituyó a una movida por agua instalada en 1925 en la quebrada El Molino, año en el cual habían llevado cemento por primera vez a Queniquea. y para finales de la década de los 20 ya existía telégrafo en Queniquea. En 1945 fue inaugurada la primera Medicatura con el Dr. Ildemaro Salas, en Queniquea.

#### Sucre después de López Contreras.
Posteriormente en 1948 llevaron una segunda planta con capacidad para 10 bombillos que alumbraba la iglesia y las calles más cercanas; para 1957 llegó la electricidad. Asimismo con la llegada de la carretera se eliminó la toma de agua del medio de las calle del pueblo que existió desde la fundación, y se construyó el acueducto. En 1952 se fundó la Línea Sucre, que prestaba el servicio de transporte hacia San Cristóbal con camionetas Apache, luego en el 59 adquirieron autobuses, la línea desapareció en 1970; en 1983 se fundó la Asociación Civil Línea El Rosario de carritos por puesto. En 1959, se construyó la nueve sede del grupo escolar Juan Bautista Castro. 
En 1960, se asfaltaron las calles del pueblo. El 21 de junio de 1962, el Doctor Edilberto Escalante, Gobernador del Estado Táchira e hijo de Queniquea, decreta la creación de un nuevo templo que albergara a la inmensa población. El nuevo templo fue finalizado, y la bendición del mismo se hizo el 9 de febrero de 1964 por Mons. José León Rojas Chaparro, Obispo de Trujillo e hijo de Queniquea.
En 1950, se dio inicio a la construcción de la carretera hacia San Pablo, terminándose en 1960. Y en 1949 se fundó el primer dispensario en esta comunidad, atendido por el enfermero y odontólogo Luis Alberto Pulido. En 1952 se instaló un teléfono alámbrico, con línea en la Prefectura de Queniquea y en casa de Emilio Peñaloza en la aldea de La Pérez, Francisco salcedo en la aldea La Hoyada y Maximiliano Carrero en San Pablo.

#### Elevación a Entidad de Distrito

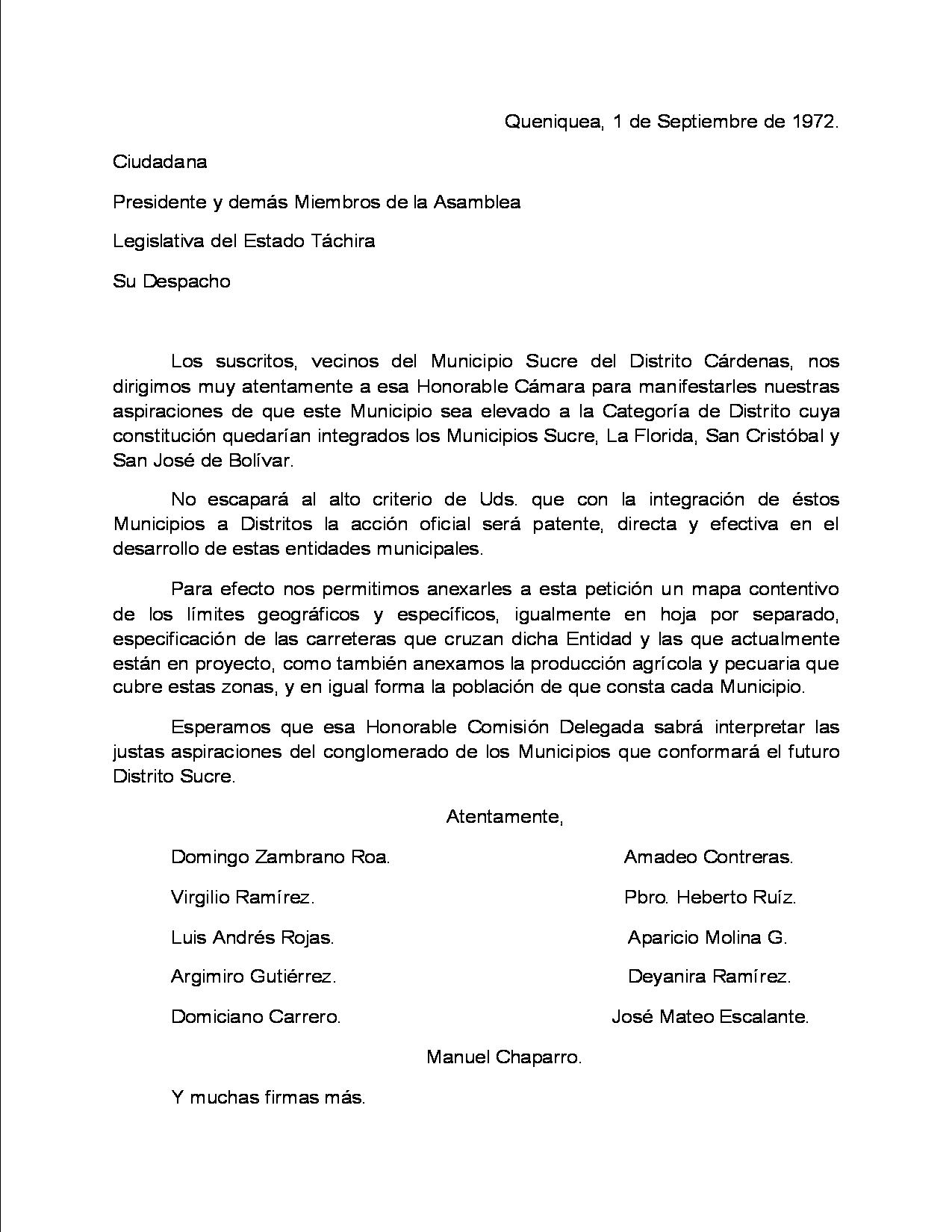
Documento que fue enviado a la Asamblea Legislativa del Estado Táchira, en solicitud de elevación del Municipio Sucre a Distrito.

En 1972, ocurrió otro hecho importante en el desarrollo de Municipio Sucre, cuándo se realizó la solicitud ante la Comisión Delegada de la Asamblea Legislativa del Estado Táchira para ser elevado a la Entidad de Distrito.
El nuevo Distrito Sucre aspiraba estar integrado por otros 3 Municipios, Municipio La Florida (Perteneciente al igual que Sucre, al Distrito Cárdenas), Municipio San Cristóbal (Este era la aldea San Pablo que con la elevación de Sucre a Distrito, esta llegaría a conformarse como Municipio) y Municipio San José de Bolívar (Perteneciente al Distrito Jáuregui).
Para ese año era Presidenta de La Asamblea Legislativa del Estado Táchira la Señora Carmen Morales de Valera, durante su jurisdicción fueron creados nuevos Municipios y Distritos. La comunidad de Sucre, aspiraba también a que su territorio fuera elevado a Distrito, en primer lugar por las distancias que separaban a Sucre con la capital del Distrito Cárdenas, que era Táriba, la atención oficial era poca, realmente el desarrollo y progreso de estas comunidades eran muy lentos, a tal efecto se nombra un comité Pro-Distrito Sucre.
En cuanto a la Aldea San Pablo, venía insistiendo en que fuera elevada a Municipio pues poseía las condiciones necesarias; a tal efecto aparece en la cuenta de la Comisión Delegada de la Asamblea Legislativa el día 30 de junio de 1972 referencia sobre comunidades enviadas por la Junta Pro-Mejoras de San Pablo, igualmente de la Liga Agraria y otros representantes solicitando que la Aldea en referencia sea elevada a categoría de Municipio.
Un grupo del comité Pro-Distrito integrado por el Pbro. Heberto Ruíz C., Dr. Urbano Salcedo, Aparicio Molina, Carmelo Márquez, Manuel Chaparro, Alfredo Rosales y Jesús Araque se trasladaron hasta La Florida para realizar contactos con los habitantes de esta comunidad para que se unieran a Sucre y formarán parte del Distrito, la reunión se llevó a efecto en casa del Señor Manuel Rojas Ch., donde se hicieron presentes las principales autoridades y vecinos de La Florida. El Pbro. Heberto Ruíz y Urbano Salcedo, les dirigieron la palabra para exponer las razones de la visita. Los asistentes de esta reunión se negaron a pertenecer a Sucre por diferentes motivos, pues allí se encontraba también una comisión de San José de Bolívar que aspiraba también ser elevado a Distrito. Esta reunión fue bastante acalorada pues a medida que el tiempo pasaba los ánimos se iban exaltando, por lo que la comisión de Queniquea optó por regresar.
Esta misma comisión se trasladó posteriormente a San José de Bolívar para invitarles a que se unieran y formaran parte del nuevo Distrito Sucre. La reunión se llevó a efecto en la Casa Parroquial de San José donde se había convocado a las autoridades y personalidades del Municipio; los presentes se opusieron en carta enviada a la Asamblea Legislativa de fecha 30 de septiembre de 1972; le ruegan que a San José de Bolívar no se anexe de ninguna forma a Queniquea, pues prefieren continuar perteneciendo a Jáuregui.
El día 27 de septiembre, llegan rumores a Queniquea de que algunos diputados se negaban a aprobar a que el Municipio Sucre fuera elevado a Distrito, el pueblo que ya, estaba preparado para irse a San Cristóbal con pancartas para estar presentes en la sesión de la Asamblea Legislativa por lo cual se hizo necesario informar a través de los parlantes de la Iglesia a los habitantes que no había viaje para la Capital, sin embargo el 28 del mismo mes, a las 4:00 de la madrugada una comisión en forma muy silenciosa conformada por: Aparicio Molina, Guillermo Carrero, Alfredo Rosales, Manuel Chaparro, Deyanira Ramírez se vienen a San Cristóbal a insistir y porfiar con las diferentes fracciones políticas, pues de no crearse este día el Distrito esta aspiración pasaría otra vez mucho tiempo para poder lograrla.
En horas del mediodía cuando ya tiene la certeza de que la sesión que se celebraría más tarde sería aprobado el Distrito llaman a Queniquea para que se viniera la gente que pudiera estar presente y animar con música, pólvora, etc. La sesión se inició a las nueve de la noche y terminó a las doce de la noche, los distritos creados en este día fueron: García de Hevia, Córdoba y Sucre.
La gente emocionada regresa en caravana a Queniquea y junto con ellos muchos de los paisanos que viven en San Cristóbal y Táriba; al llegar al sitio de los Arenales, como a las cuatro de la madrugada, queman morteros para informarles a los del pueblo que ya eran Distrito; la gente sale a la calle, se reúne en la Plaza Bolívar y esperan encuentro difícil de narrar, llorando emocionados se abrazan, parecía un día de año nuevo, repican las campanas y así todos unidos entran en la Iglesia donde el Pbro. Heberto Ruíz Cortés canta un TEDEUM en acción de gracias.
En el Decreto emanado por la Asamblea Legislativa, el Distrito Sucre quedó conformado por los Municipios Sucre y San Pablo, los cuales fueron desmembrados del Distrito Cárdenas, y cuyos límites son los mismos que conforman el actual Municipio Sucre.
El 28 de octubre de 1972 en horas de la tarde se llevó a efecto la proclamación de la Aldea San Pablo a Municipio; la nueva entidad quedó definitivamente con el nombre de Municipio San Pablo. El domingo 29 de octubre de 1972 en horas de la mañana se llevó a efecto el acto de proclamación del Distrito Sucre Capital Queniquea, estuvieron presentes en Ministro de Justicia Dr. Edilberto Escalante en representación del Sr. Presidente de la República Rafael Caldera R., la presidenta de la Asamblea Sra. Carmen Morales de Valera, Diputados y numerosos invitados especiales.
Luego de colocar una ofrenda floral ante el Padre de la Patria, en la glorieta de la Plaza Bolívar la presidenta leyó el Decreto por medio de la cual fue creado el nuevo Distrito. La junta Municipal a través de uno de sus miembros dio lectura al Decreto emanado de las mismas donde se declararán 3 días de júbilo.

#### Últimos años delSigloXX
En 1974 el Consejo Municipal, cuyo Presidente era el Sr. Aparicio Molina, gestionaron la creación del Liceo para Queniquea logrando el Ciclo Básico Creación Queniquea el 31 de octubre de ese año, que comenzó funcionando en una casa del Pueblo; el 8 de octubre de 1977 egresó la primera Promoción de Bachilleres de esta institución, y a partir de ese mismo año paso a funcionar en su nueva y actual sede. En 1975, el 1° de julio fue creado el Registro Subalterno del Distrito Sucre. En 1979, CANTV instaló una central telefónica de 200 líneas que aún existe.
En la década de los 80, con la llegada de la carretera, a la localidad de Mesa del Tigre, y la presencia masiva de extranjeros por la construcción del Acueducto Regional del Táchira, esta localidad desarrolló una vida activa de progreso. Llegó la electricidad, construyeron dispensario, nueva iglesia, la Plaza Bolívar, casilla policial, casa parroquial, cloacas, ampliación de la escuela.
Cuando el gobierno venezolano creó la figura de los municipios en 1989, se creó el Municipio Sucre, conservando el mismo territorio del antiguo Distrito Sucre, el Municipio San Pablo bajo a la entidad de Parroquia San Pablo, y se creó una nueva Parroquia que comprendía a la Aldea Mesa del Tigre, que lleva el nombre del Gral. Eleazar López Contreras, hijo ilustre del Municipio. Y desde 1990 está conformado hasta la actualidad.
En 1990, llegó la señal de televisión, y en ese mismo año, el Banco de Fomento de Los Andes (Banfoandes) inauguró su sede en Queniquea, siendo la primera y única actualmente entidad Bancaria en el Municipio. Para 1991, la alcaldía instaló la emisora 88.9 FM y una red de radio VHF en el Municipio.

## Geografía
El municipio Sucre se caracteriza por ser una región montañosa, con un relieve geográfico accidentado, con vegetación muy rica y variada.

### Parroquias
El territorio corresponde al mismo del antiguo Distrito Sucre y está conformado por Parroquias desde 1990, luego de que el Gobierno Venezolano creara la figura de los municipios en 1989; éstas a su vez se dividen en Aldeas y Caseríos. Limita al Norte con el Municipio Jáuregui, al Sur con el Municipio Uribante, al Este con el Municipio Francisco de Miranda y al Oeste con los Municipios José María Vargas, Andrés Bello, y Cárdenas.
Son tres Parroquias las que conforman el Municipio, de las cuales dos son las que tienen el estatus de Parroquia (San Pablo y Eleazar López Contreras), de acuerdo a lo establecido en la Constitución y son de tipo rural por contar con una población menor a 50.000 habitantes, y están representadas por 3 miembros que son elegidos y conforman la Junta Parroquial. La tercera ejerce la autonomía del Municipio (Capital Sucre) y corresponde directamente a la Alcaldía Municipal.
La Parroquia con mayor número de Aldeas es Capital Sucre con 8, seguida de San Pablo con 7, y la de menor número Eleazar López Contreras con 4. Las Parroquias integrantes del Municipio Sucre son:
| Parroquia                   | Superficie (km²) | Población (hab.) | Densidad (hab./km²) | Capital        |
| --------------------------- | ---------------- | ---------------- | ------------------- | -------------- |
| 1.) Eleazar López Contreras | 68               | 368              | 5,41                | Mesa del Tigre |
| 2.) Capital Sucre           | 146              | 4 680            | 32,01               | Queniquea      |
| 3.) San Pablo               | 162              | 2 272            | 14,02               | San Pablo      |
| Municipio Sucre             | 376              | 7 320            | 19,47               | Queniquea      |

### Relieve
Se encuentra un relieve montañoso, con topografía abrupta, desde quebrada hasta accidentada con pendientes entre 35% y 65%.

### Altitud
El Municipio cuenta con una altitud que va desde los 680 m s. n. m. a los 3344 m s. n. m. y la capital del Municipio se encuentra a 1597 metros, la localidad de San Pablo, capital de parroquia, se encuentra a 1524 metros y la localidad de Mesa del Tigre también capital de parroquia se encuentra a 1427 metros
La elevación más alta es Cerro Colorado con 3344 m s. n. m., es la décima elevación más alta en el estado Táchira, y es utilizado para la ubicación de antenas de comunicación. Además, cuenta con montañas como Las Mayitas, La Verdosa, La Cachicama, La Jabonosa, La Montaña, El Cerro, Las Palmas, El Riecito, Las Mesas del Uribante, entre otras.

### Clima
Tropical lluvioso paramero.

#### Precipitación Media Anual
Su precipitación media anual es de 700 mm a 2000 mm y de 1212 en su capital.

#### Temperatura media anual
La temperatura media anual del municipio es de 12 °C; la de la capital es de 18 °C, al igual que en la localidad de San Pablo.

#### Tipos de clima
Según la Clasificación climática de Köppen, en el municipio se encuentra un clima tropical lluvioso de sabana, tropical (altura) de sabana y tropical (altura) paramero.

#### Clasificación Climática
Teniendo en cuenta el Sistema de clasificación de zonas de vida de HOLDRIDGE se localizan bosque húmedos premontanos (BH-P), bosques muy húmedos montanos bajos (BMH-MB), bosques húmedos montanos bajos (B.H – MB) y bosque pluvial montano (B. PL – M).

### Hidrografía
El municipio Sucre es una zona muy rica en aguas. Los ríos y quebradas que se encuentran son:
- Ríos: Uribante, Bobo, Pereño (Río Queniquea o Samparote) y El Riecito.[1]

- Quebradas: La Lejía, La Negra, Cadmio, La Blanquita, El Salado, Las Mesas, La Vega, El Molino, La Honda, La Guacamaya, La Colorada Entre Otras.[1]

Estas quebradas, junto a las micro-cuencas del río Queniquea, río Bobo y río Pereño son la fuente de suministro principal del Acueducto Regional del Táchira.

### Suelos
Los suelos son medianamente profundos con afloramientos rocosos localizados, texturas medias a gruesas de ph ácido. De acuerdo a su capacidad de uso, están conformados por suelos VI y VII.

### Fauna
No existen estudios al respecto sin embargo existen especies animales propias del área entre ellos: venado rojo paramero, oso frontino, guache escarreado, oso hormiguero, perezoso, mapurite, cunagüaro, lapas, cachicamo, faro, entre otros muchos mamíferos y aves.

### Vegetación
La vegetación formaciones de tipo bosque nublado cuya vocación es eminentemente protectora de las fuentes abastecedoras del acueducto regional del Táchira y que forman parte de parques nacionales, la zona norte de municipio forma parte del Parque nacional General Juan Pablo Peñaloza y la zona este y sudoeste del Parque nacional Chorro El Indio. En el Municipio no existen recursos forestales de interés económico.

### Recursos Minerales
En el municipio Sucre solo se encuentra un yacimiento natural de Yeso, y se encuentra ubicado en la Parroquia San Pablo, cerca de la localidad del mismo nombre. También se puede conseguir Cuarzo y Arcilla.

## Política y Gobierno
El Municipio Sucre se rige Política y Gubernamentalmente de acuerdo a lo dispuesto en la Constitución de la República Bolivariana de Venezuela. Según el Artículo 168 de la Constitución: 

Los Municipios constituyen la unidad política primaria de la organización nacional, gozan de personalidad jurídica plena y autonomía dentro de los límites de esta Constitución y de la ley.

### Poder Ejecutivo Municipal
Es ejercido por el Alcalde quien es además la primera autoridad civil (Artículo 174 Constitucional), durante un periodo de cuatro (4) años y puede ser reelegido. El Alcalde nombra un Gabinete de Directores para diversas áreas que varían de acuerdo al Municipio, en general (Dirección de Educación, de Salud, etc.), es el administrador de los recursos propios de la municipalidad, puede ser revocado a la mitad de su gestión por los ciudadanos de acuerdo a la Constitución Nacional. Actualmente el cargo lo ocupa la Sra. Lorena Araujo, elegida para el periodo 2021-2025.

### Poder Legislativo
Le corresponde al Consejo Municipal (Artículo 175 Constitucional) que está conformado por los Concejales, que son elegidos por un periodo de cuatro (4) años con posibilidad de reelección para nuevos periodos, emiten ordenanzas municipales que son de cumplimiento obligatorio en su jurisdicción, estas ordenanzas no pueden estar en contradicción con las Leyes Estadales y Nacionales. Regulan y controlan las actividades de los otros entes municipales. Nombra al contralor municipal. También, en y cuando están reunidos en sesiones válidas se denomina Cámara Municipal, pueden ser revocados a la mitad de cada período constitucional.

### Poder Judicial
Se representa en la Sede Judicial Municipal.

### Poder Ciudadano
Existe en una Contraloría Municipal autónoma, la cual ejerce la función de control fiscal de los ingresos, gastos y bienes del Municipio.

### Otras Instituciones Municipales
Además cuenta con un Consejo Local de Planificación Pública, presidido por el alcalde e integrado por los concejales, los Presidentes o Presidentas de la Juntas Parroquiales y representantes de organizaciones vecinales y otras de la sociedad organizada, de conformidad con las disposiciones que establezca la ley (Artículo 182 Constitucional). La Constitución establece que los municipios poseen potestad tributaria (Artículo 180) y pueden crear y establecer sus parroquias cumpliendo con los requisitos establecidos en la ley (Artículo 173).

### Atribuciones
El Municipio tiene las siguientes atribuciones, según la Constitución:
- Ordenación territorial y urbanística; patrimonio histórico; vivienda de interés social; turismo local; parques y jardines, plazas, balnearios y otros sitios de recreación; arquitectura civil, nomenclatura y ornato público.
- Vialidad urbana; circulación y ordenación del tránsito de vehículos y personas en las vías municipales; servicios de transporte público urbano de pasajeros y pasajeras.
- Espectáculos públicos y publicidad comercial, en cuanto concierne a los intereses y fines específicos municipales.
- Protección del ambiente y cooperación con el saneamiento ambiental; aseo urbano y domiciliario, comprendidos los servicios de limpieza, de recolección y tratamiento de residuos y protección civil.
- Salubridad y atención primaria en salud, servicios de protección a la primera y segunda infancia, a la adolescencia y a la tercera edad; educación preescolar, servicios de integración familiar del discapacitado al desarrollo comunitario, actividades e instalaciones culturales y deportivas. Servicios de prevención y protección, vigilancia y control de los bienes y las actividades relativas a las materias de la competencia municipal.
- Servicio de agua potable, electricidad y gas doméstico, alcantarillado, canalización y disposición de aguas servidas; cementerios y servicios funerarios.
- Justicia de paz, prevención y protección vecinal y servicios de policía municipal, conforme a la legislación nacional aplicable.

### Alcaldes
| Período     | Alcalde                 | Partido político / Alianza | % de votos  | Notas |
| ----------- | ----------------------- | -------------------------- | ----------- | --- |
| 1989 - 1992 | Ramón de Jesús Sánchez  |                            | 59,43       | Primer alcalde bajo elecciones directas |
| 1992 - 1995 | Ramón de Jesús Sánchez  | 57,24                      | Reelecto    | |
| 1995 - 2000 | Florentino Pulido       |                            | [ 6 ] [ 4 ] | Segundo alcalde bajo elecciones directas (se realizaron elecciones generales adelantadas en el 2000 debido a la aprobación de la Constitución de 1999) |
| 2000 - 2004 | Delfín Sánchez          |                            | 55,17       | Tercer alcalde bajo elecciones directas |
| 2004 - 2008 | José Gregorio Araque    |                            | 50,77       | Cuarto alcalde bajo elecciones directas |
| 2008 - 2013 | José Gregorio Araque    |                            | 58,50       | Reelecto (se postergan 1 año las elecciones municipales pautadas para finales del 2012)                                                                |
| 2013 - 2017 | José Gregorio Araque    | 59,66                      | Reelecto    | |
| 2017 - 2021 | José Gregorio Araque    | 53,20                      | Reelecto    | |
| 2021 - 2025 | Lorena del Valle Araujo |                            | 62,89       | Quinto alcalde bajo elecciones directas |

### Concejo municipal
| Concejales:           | Partido político / Alianza |
| --------------------- | -------------------------- |
| Delfín Sánchez        | COPEI                      |
| Florentino Pulido     | COPEI                      |
| José Moreno Mora      | COPEI                      |
| Blas Guerrero Carrero | AD                         |
| Ramón Roa Zambrano    | AD                         |

| Concejales:      | Partido político / Alianza |
| ---------------- | -------------------------- |
| Oscar Contreras  | COPEI                      |
| José Moreno Mora | COPEI                      |
| Miguel Ángel Roa | COPEI                      |
| José García      | AD                         |
| Manuel Zambrano  | AD                         |

| Concejales:       | Partido político / Alianza |
| ----------------- | -------------------------- |
| Oscar Contreras   | COPEI                      |
| Aristobulo Moreno | COPEI                      |
| Italo Roa         | COPEI                      |
| Nelson Moreno     | AD                         |
| Jose García       | AD                         |

| Concejales:       | Partido político / Alianza |
| ----------------- | -------------------------- |
| Antonio Rodríguez | COPEI                      |
| '                 | COPEI                      |
| '                 | COPEI                      |
| '                 | MVR                        |
| '                 | MVR                        |

| Concejales:            | Partido político / Alianza |
| ---------------------- | -------------------------- |
| Luz Marina Moreno      | MVR                        |
| Gerardo Labrador       | MVR                        |
| Jesús Manuel Gutiérrez | MVR                        |
| Javier Chacon          | MVR                        |
| Aristobulo Moreno      | COPEI                      |

| Concejales          | Partido político / Alianza |
| ------------------- | -------------------------- |
| Luz Marina Moreno   | PSUV                       |
| Humberto Sánchez    | PSUV                       |
| Noel Zambrano       | PSUV                       |
| Nohemy Zanbrano     | PSUV                       |
| Juan Carlos Moncada | MUD                        |

| Concejales            | Partido político / Alianza |
| --------------------- | -------------------------- |
| Alix Teresa Escalante | PSUV                       |
| Renny Sánchez         | PSUV                       |
| Noel Zambrano         | PSUV                       |
| Oscar Guerrero        | PSUV                       |
| Johana Labrador       | COPEI                      |

Período 2021 - 2025
| Concejales:     | Partido político / Alianza |
| --------------- | -------------------------- |
| Carmen Salcedo  | AD                         |
| Elíseo Salcedo  | COPEI                      |
| Ángel Moncada   | AP                         |
| César Rosales   | AP                         |
| Nohemy Zambrano | PSUV                       |